# Australská oblast

Australská oblast

Australská oblast je jedna z biogeografických oblastí, která se vymezením shoduje se zeměpisným regionem Australasií. Zahrnuje Austrálii, ostrov Nová Guinea (Papuu i indonéskou část), východní část indonéského souostroví (Sulawesi, Moluky, Lombok, Sumbawa, Sumba, Flores a Timor, zbytek náleží do orientální oblasti) a několik pacifických souostroví, jako je Bismarckovo souostroví, Šalomounovy ostrovy, Vanuatu a Nová Kaledonie. Výraznou suboblastí je pak Nový Zéland s okolními ostrovy. Od orientální oblasti dělí australskou oblast takzvaná Wallaceova linie, Borneo a Bali je na její západní straně.
Z ekologického hlediska se tato oblast odlišuje svou geologickou a evoluční minulostí od ostatních oblastí a vyvinula se zde řada endemitních druhů živočichů a rostlin. Austrálie, Nový Zéland a Nová Kaledonie byly kdysi spojeny v jediný prakontinent Gondwanu a později byly tyto tři masy odděleny od jiných kontinentů i od sebe po desítky milionů let. Všechny tyto oblasti sdílejí antarktickou flóru, i když na některých severních tropických ostrovech australské oblasti však také roste hojně flóra z jihovýchodní Asie.
Austrálie, Nová Guinea a Tasmánie jsou navzájem odděleny pouze mělkými kontinentálními šelfy, a při poklesu hladiny moří během dob ledových byly propojené. Žije zde podobná fauna, která zahrnuje vačnatce i ptakořitné savce a některé druhy běžců. Z flóry převládají eukalypty. Na Novém Zélandu se nevyvinuli žádní původní savci, ale i zde žijí/žili běžci, jako moa a kiviové. Přidružená souostroví, jako Bismarckovo souostroví či Vanuatu, s Gondwanou spojeny sice nebyly, ale sdílejí podobnou fauna a flóru. 
Zvířata nicméně nemusejí žít pouze v jedné zoogeografické oblasti. Například řada ptáků žije jak v australské, tak v orientální oblasti. Naopak Austrálie a Nový Zéland společně sdílejí méně faunistických společenstev, s výjimkou některých ptáků.